# 作詞家一覧
作詞家一覧（さくしかいちらん）は、日本、海外の作詞家の一覧である（五十音順）。

## 日本
女性作詞家

- Minnie P.

- 阿木燿子
- 浅野真澄
- Aya Sueki

- 石井智美
- 岩里祐穂

- UA (歌手)
- 上田ゆう子 (作詞家)
- 魚住ユキコ
- 臼井友里絵

- 及川眠子
- 及川リン
- おーなり由子
- 大森祥子
- 岡田冨美子
- 小田佳奈子

- カヒミ・カリィ
- 紙中礼子
- 河内美里
- 川口優美
- 神田広美

- 岸田衿子
- 来生えつこ

- 栗林みな実

- 小泉萩子
- 香山美子 (作家)
- 児玉雨子
- こだまさおり
- 小室みつ子

- さくらももこ
- ZAQ (シンガーソングライター)
- 佐野まり
- SAWA

- しほり (シンガーソングライター)

- 只野菜摘
- 立道聡子
- 谷真里奈

- 津野米咲

- 永井セーラ
- 永山マキ
- 中山美穂

- 畑亜貴
- 林原めぐみ

- 東多江子
- 日向めぐみ
- 広瀬香美

- 藤林聖子
- 藤本尚子

- MAA (歌手)

- 美空ひばり
- 宮下智

- 森田ヤエ子

- 山崎寛子

- YOU (タレント)
- YUKI (歌手)
- 遊佐未森
- 由潮
- 柚木梨沙
- Yurica (歌手)

- 吉田敬子
- 吉田詩織
- 吉田美奈子
- 吉田美和
- 吉元由美

- 綾菓

- 我妻三輪子
- 渡邊美和

### あ行
あ
- 青江ひとみ
- 青木せい子
- 阿木燿子（作曲家・宇崎竜童の妻）
- 麻倉真琴
- 麻こよみ
- 浅田優美
- あさのますみ
- 朝野深雪
- 麻生圭子
- あずみけい
- 彩音
- 綾部薫
- 亜蘭知子
- 有川正沙子
- 有馬寿美（Sammy (歌手)）
- 新美香
- 有馬三恵子
- 有森聡美
- 愛内里菜
- 相川七瀬
- 愛絵理
- 碧井椿
- 阿閉真琴
- 天慧郁
- 青木茗
- 青葉紘季
- 青野りえ
- 秋尾沙戸子
- 秋吉文絵
- 秋元薫
- あきよしふみえ
- 朝倉恭子
- 浅田優美
- 浅野裕子
- 朝比奈京子
- 麻生圭子
- あたらしかずよ
- アツミサオリ
- 阿閉真琴
- 安部純
- A.m.u.
- AYA (アーティスト)
- 新美香
- 亜蘭知子
- 有川正沙子
- 有馬三恵子
- 有森聡美
- あるるかん
- アン真理子
- ANZA
- 安斉かれん
- 安東郁
- あいたかし
- 相田毅
- あかぎてるや
- 阿久津健太郎
- 朝水彼方
- ASKA（飛鳥涼）
- 麻生香太郎
- Adya
- 荒川利夫
- 荒木とよひさ
- AZUKI七（GARNET CROW）
- 安藤芳彦
- アイキッド
- Aokado
- 青木秀一
- 青木得三
- 青木存義
- 青島利幸
- 青島幸男
- 赤坂泰彦
- 秋田兼幸
- AKINO LEE
- 秋葉カレン
- 秋元近史
- 秋元康
- Akira Sunset
- 阿久悠
- 上松範康
- 朝比呂志
- 浅岡雄也
- 浅田信一
- 浅野高弘
- 朝日廉
- 朝水彼方
- AZUKI七
- 東京一
- 東純二
- 吾奏伸
- Akkin
- 阿妻諒
- APAZZI
- あべあきら
- あべこうじ
- 新井弘毅
- あらいふとし
- 新井満
- 荒井良二
- 荒金天倫
- 荒川稔久
- 有村トモナリ
- 安藤紗々
- 安藤秀樹
- 安藤誠之

い
- 岩里祐穂
- 岩谷時子
- 石本美由起
- 井筒日美
- 伊藤緑
- 井上秋緒
- 石岡美紀
- 石川あゆ子
- 石田燿子
- 石本美由起
- 伊集院静
- 磯谷佳江
- 一色由比
- 井筒日美
- 稲葉エミ
- 稲森寿世
- 井上秋緒
- 井上昌己 (歌手)
- 井上望
- 岩城由美
- 岩田ユキ
- 岩谷時子
- 岩本えり子
- IOCHI
- 池田充男
- 石川雅敏
- 石坂まさを
- 石井亮輔
- 石濱恒夫
- 石原信一
- 石森ひろゆき
- いしわたり淳治
- 市川睦月
- 市川喜康
- 板橋カナオ
- 井田実
- 一凛
- 一澪かずや
- いではく
- 伊藤アキラ
- 井上ジョー
- 稲葉浩志
- 今谷慶介
- イーガー・ラッシュ
- 飯田つのみ
- 井荻麟
- 五十嵐洋
- 生田真心
- 池澤聡
- 池田充男
- 池永康記
- IZAM
- 石井清登
- イシイジロウ
- 石川哲彦
- 石川智晶
- 石川寛門
- 石川竜司
- 石坂浩二
- いしざかびんが
- 石田一松
- 石ノ森章太郎
- 石橋貴明
- 石濱恒夫
- 石原慎太郎
- 石原理酉
- 石原和三郎
- 伊勢佳史
- 磯崎健史
- 井田誠一
- 板倉孝徳
- 板谷祐
- 市川淳
- 一倉宏
- 一澪かずや
- 五木寛之
- 井手コウジ
- いではく
- 糸井重里
- 伊藤アキラ
- 伊藤薫 (作曲家)
- 伊東恵司
- 伊藤公平
- いとうせいこう
- 伊藤寛之
- 伊東真紀
- 伊藤洋介
- 伊藤涼
- 糸山英太郎
- 稲垣千穎
- 井上梅次
- 井上堯之
- 井上拓
- 井上輝彦 (作詞家)
- 井上真樹夫
- 井上睦都実
- 井上陽水
- 伊庭孝
- 伊平崇耶
- 今井寿
- いまいずみあきら
- 今中楓溪
- 岩井俊二
- 岩崎大介
- 岩崎富士男
- イワツボコーダイ
- 岩間芳樹
- 岩本敏男

う～え
- 上野まな
- 上原あずみ
- 内田もあ
- 内館牧子
- うらん (作詞家)
- 上園彩結音
- 上田紅葉
- 上杉昇
- 上田起士
- 売野雅勇
- WEEAST
- ういにゃす
- 植木等
- 上田正樹
- 植竹公和
- 上野圭市
- 上野浩司
- 植原繁市
- 植本一雄
- 魚住勉
- 鵜島仁文
- 碓氷夕焼
- 臼井儀人
- 宇多田照實
- 内澤崇仁
- 内田正人 (ミュージシャン)
- 内田裕也
- 内田義広
- 内山惣十郎
- 宇野誠一郎
- 宇野俊秀
- 生方恵一
- 楳図かずお
- 梅本洋一 (コピーライター)
- 宇山清太郎
- 浦沢義雄
- 雨蘭
- 漆戸啓
- 漆野淳哉

- 江幡育子
- 江崎とし子
- 江夏由結
- 江間章子
- 江本有佳里
- 江原岳瑤
- 永六輔
- エンドケイプ
- 江口祐介
- エコツミ
- STY
- 江戸山こべに
- EBBY
- MCU (ラッパー)
- Mpi
- 遠藤察男
- 遠藤実

お
- 及川眠子
- 太田武彦
- 岡田冨美子
- 岡部真理子
- 岡本おさみ
- 小倉めぐみ
- 尾崎雪絵
- 小山内舞
- 小田佳奈子
- 大石静
- 大黒摩季
- 太田彩華
- 大滝裕子
- 大津あきら
- 大津美紀
- 大塚利恵
- 大槻マキ
- 大槻優菜
- 大友ジュン
- 大友裕子
- 大貫妙子
- 大橋莉子
- 大日方俊子
- 大山愛未
- 岡めぐみ
- 岡嶋かな多
- 岡田マリア
- 岡田実音
- 奥井雅美
- 小栗さくら
- 小黒恵子
- 押谷沙樹
- 緒園凉子
- 小畑ミキ
- 小山田里奈
- サラ・オレイン
- 仰木日向
- 大内正徳
- 大津あきら
- 丘灯至夫
- 岡野昭仁（ポルノグラフィティボーカル）
- 長田恒雄
- 小幡英之
- 及川恒平
- 大石ひろのり
- 大木惇夫
- 多木比佐夫
- 大倉芳郎
- 大沢浄二
- 太田螢一
- 太田雅友
- 大高ひさを
- 大谷龍一郎
- 大塚徹 (詩人)
- 大槻ケンヂ
- 大友康平
- 大西洋平 (シンガーソングライター)
- オーノカズナリ
- 大畑拓也 (作曲家)
- おおはた雄一
- オオヤギヒロオ
- 大山正篤
- 大和田崇
- 大和田建樹
- 丘灯至夫
- 岡田浩暉
- 緒方豊和
- 小形誠
- 岡田麿里
- 御徒町凧
- 岡野雄一
- おかべしづこ
- おかべてつろう
- 岡村聡士
- 岡本一平
- 岡本おさみ
- 岡本健介
- 岡本真夜
- 小川楠一
- 小川コータ
- 奥成達
- 奥山かずお
- 奥山コーシン
- 奥山裕次
- 小椋佳
- 小倉しんこう
- 尾崎喜八
- 尾崎雄貴
- 尾崎裕大
- 長田恒雄
- 小沢章友
- 小澤公平
- 尾澤拓実
- 小沢不二夫
- 尾澤喜雄
- 尾関昌也
- 小田和正
- 小田俊与
- 織田裕二
- 小竹正人
- おちまさと
- 乙骨三郎
- 音羽たかし
- 小野正利
- 折倉俊則

### か行
か
- 覚和歌子
- 笠間ジュン
- 梶浦由記
- 唐沢美帆
- 川島だりあ（元DALI→MANISH）
- 川谷絵音
- 川村真澄
- 康珍化
- 貝田由里子
- 覚和歌子
- 加治ひとみ
- 風之宮そのえ
- 片桐和子 (作詞家)
- 片桐舞子
- 片山さゆり
- 加藤和枝
- 加藤哉子
- 門脇舞以
- 金杉弘子
- 金子麻友美
- かの香織
- 枯堂夏子
- 河井英里
- 川江美奈子
- 河岸亜砂
- 川瀬智子
- 川田まみ
- 川田瑠夏
- 川根来音
- 川村結花
- 川村由紀
- 神田沙也加
- カンザキイオリ
- かず翼
- かぜ耕二
- 加藤健
- 門谷憲二
- 亀石征一郎
- 川内康範
- 川口進
- 加賀大介
- 加賀爪タッド
- 香川登志緒
- 柿崎ゆうじ
- GAKU
- GAKU-MC
- 角田浩々歌客
- 影森潤
- 樫田正剛
- かしぶち哲郎
- 我修院達也
- KAZUAKI
- 華月 (Raphael)
- 加瀬竜哉
- 門井八郎
- 加藤喜一
- 加藤省吾
- 加藤隆生
- 加藤貴之 (シンガーソングライター)
- 加藤てつお
- 夏冬春秋
- 加藤ひさし
- 門田ゆたか
- 角野寿和
- 金杉はじめ
- KanadeYUK
- 金子健造 (夢短歌会)
- 金子詔一
- 兼松光
- KABUKI
- 構康憲
- 鎌田俊哉
- かまやつひろし
- KAMIJO
- 上綱克彦
- 神山清志
- GAYA-K
- 柏森進
- 唐沢史比古
- Carlos K.
- 川上宏昭
- 川上雄大
- 川崎浩二
- 川崎里実
- 川島隆寛
- 川島弘光
- 川島有真
- 川端崇文
- 河邉徹
- 河邨文一郎
- KAWAYAN
- 神沢礼江

き
- 来生えつこ
- 木本慶子
- 許瑛子
- 銀色夏生
- 木田亜由美
- 北川恵子
- 北原じゅん
- 木の子
- 木村カエラ
- 木村早苗
- Candy (歌手)
- 杏子 (ミュージシャン)
- きんた・ミーノ

- 菊田一夫
- 菊池常利
- 喜多条忠
- 北川悠仁
- 北山修
- 木下龍太郎
- Keyz
- 木坂俊平
- 岸一眞
- 岸田敏志
- 岸部一徳
- 岸部修三
- 木島始
- 岸本健介
- 北公次
- きたたかし
- 北里俊夫
- 北島三郎
- 北清水雄太
- 北原白秋
- 北村英明
- 北村季晴
- 北村桃児
- 北室龍馬
- 喜納昌吉
- 木下智哉
- Quim
- 木村信司
- 木村利人
- Kyo (ミュージシャン)
- 京 (ミュージシャン)
- KYOHEI (Honey L Days)
- キルビルPainB.B.

く
- 草野華余子
- くまのきよみ
- 黒須チヒロ
- 久和カノン
- グ・スーヨン
- 楠本さちこ
- 工藤順子
- 久宝留理子
- 倉木麻衣
- 黒石ひとみ
- 工藤哲雄
- 久仁京介
- 久保田洋司
- 黒田俊介
- 桑田佳祐
- 草野正宗
- 久下真音
- 楠瀬拓哉
- 葛原しげる
- 久世光彦
- 百済友希
- Goodbye holiday
- 宮藤官九郎
- 工藤忠幸
- 工藤了
- 久野征四郎
- 久保田光太郎
- 久保田宵二
- 熊谷尚武
- 公文健
- 倉田政嗣
- 栗原暁
- くりむ
- 車田正美
- GRACE (ドラマー)
- グレート義太夫
- KREVA
- KURO (作詞家)
- 黒澤直也
- 黒田倫弘
- 黒田玲兎
- 桑島由一
- 郡司次郎正

け
- Keisuke(今谷慶介) Kenn Kato
- K.INOJO
- KEIKO
- Keishi
- Kダブシャイン
- 劇団ひとり
- 結束信二
- KMC
- KM-MARKIT
- GEN (音楽家)
- Ken
- 源井和仁
- Kenn Kato

こ
- 小坂明子
- 小室みつ子
- 近藤薫
- 近藤ナツコ
- 昆真由美
- 五阿弥ルナ
- 小谷夏
- 小西裕子
- 小林和子
- 小林幸子
- 小林まさみ (作詞家)
- 小林幸恵 (歌手)
- 小比類巻かほる
- 小峰公子
- 権田夏海
- 近藤葵
- 近藤ナツコ
- 近藤宮子
- 紺野比奈子
- 呉龍彦
- 小谷夏
- KOTOKO
- 小西康陽
- 小林武史
- 小渕健太郎
- 児井英生
- 小池一夫
- 小池由朗
- 小石栄一
- 小出祐介
- 小岩井ことり
- KOH (作曲家)
- 郷伍郎
- 幸斉たけし
- 小内喜文
- 光塚大貴
- Komei Kobayashi
- KOHH
- 古賀力
- 国分太一
- 木暮晋也
- 木暮武彦
- 小坂洋二
- 小杉保夫
- KOSEN
- 東風平高根
- コツキミヤ
- 後藤次利
- 後藤正文
- コトノ
- Connie
- 小沼幹止
- 五戸力
- 巨羽弘志
- 小林愛雄
- 小林純一
- 小林建樹
- 小林真人
- 小春 (アコーディオン奏者)
- 小渕健太郎
- ゴホウビ
- KOMU
- ゴム (歌手)
- 小室等
- Kon-K
- 近藤勝也
- 近藤圭一
- 近藤ひさし
- 権八成裕
- 昆真由美

### さ行
さ
- 西條八十
- さいとう大三
- サエキけんぞう
- 佐伯孝夫
- 坂井泉水（ZARD）
- 坂井秀雄
- 榊みちこ
- 笹公人
- 佐々木圭一
- 佐々木勉
- 漣健児
- 佐藤惣之助
- サトウハチロー
- 佐藤雅子
- Satomi
- 里村龍一
- さゆ鈴
- 澤地隆

し
- 椎名可憐
- ジェーン・スー
- 志賀大介
- 篠崎隆一
- 篠原仁志
- 島エリナ
- 島武実
- 島崎貴光
- 清水みのる
- 下地悠
- 下山懋
- shungo.
- 白井裕紀
- 白峰美津子
- 城岡れい
- 新藤晴一（ポルノグラフィティギター）
- Sean-D

す～そ
- 杉紀彦
- 鈴木計見
- 杉村喜光
- 関口義明
- 関沢新一
- 千家和也
- zopp
- 園田凌士
- SPIN

### た行
- たかたかし
- 高城俊男
- 高野公男
- 高橋研
- 高柳恋
- たきのえいじ
- 田口俊
- 田久保真見
- TAKESHI
- 竹花いち子
- タダシンヤ
- 只野菜摘
- 立田野純
- 伊達歩
- 田中花乃
- 田辺智沙
- 谷川俊太郎
- ちあき哲也
- 千葉真一
- 鶴見正夫
- 寺山修司
- 堂安一途
- 戸田昭吾
- 戸沢暢美
- 鳥山啓
- tororo（サーカス団長）
- DAISUKE SANO
- TOC

### な行
- NAOMI (歌手)
- ながいたつ
- 永井敏己
- 永井ルイ
- 中内蝶二
- 長尾優進
- 長尾由起子
- 中上育実
- 中川李枝子
- 仲倉重郎
- 中里綴
- 中澤矢束
- 永沢与助
- 中島丈博
- 中島フミアキ
- 中島美嘉
- 中島みゆき
- 中島優美
- 中嶋陽二
- Nakajin
- 長瀬弘樹
- 長田幹彦
- 中田ヤスタカ
- 長戸秀介
- 長戸大幸
- なかにし礼
- 中野愛子 (シンガーソングライター)
- 永野椎菜
- 永野希
- 仲野文梧
- 中野ミホ
- 中野雄太
- 永原さくら
- 中村彼方
- 中村千栄子
- 中村八大
- 中村泰士
- 中村善郎
- 中山加奈子
- 中山大三郎
- 永山久徳
- 中山真斗
- 渚りりか
- 夏ノ芹子
- 夏目純
- 夏目哲郎
- 七澤公典
- 七瀬莉々
- NaNa★MUSiC
- 並木慶
- 波木星龍
- ナユタン星人
- NARASAKI
- 奈良橋陽子
- 成瀬英樹
- 成海カズト
- 名和青朗

- 仁井谷俊也
- にしかずみ
- 西浦謙助
- 西岡恭蔵
- 西川一郎
- 西川好次郎
- 西沢爽
- 西田佐知子
- 西谷尚雄
- 西塚智光
- 西中島きなこ
- 西野カナ
- 西野蒟蒻
- 西堀栄三郎
- 西又葵
- 西村ちさと
- NIPPS
- 仁堂敦
- にゃんこスター
- 西脇唯（元RO-M（ロマンティック・モード））

- 貫輪久美子

- 根木靖夫
- Neko Hacker
- ねだしんじ
- NECCI

- No my
- 野川さくら
- 野口雨情
- 野口猛 (作詞家)
- 野坂昭如
- 野島伸司
- 能勢英男
- 野田洋次郎
- のどかけん
- NOBE
- 野辺剛正
- ノマアキコ
- 野間康介
- 野水伊織
- 野村耕三
- 野村俊夫
- NOLAINU
- Noria

### は行
- Hyde
- HYDRANT
- BOUNCEBACK
- 葉方丹
- バカリズム
- 萩原和樹
- 萩原四朗
- バグベア (音楽ユニット)
- HASAN
- 橋口いくよ
- ハシグチカナデリヤ
- ハジメタル
- 橋本絵莉子
- 橋本淳
- はしもとみゆき
- 橋本由香利
- 長谷川勝士
- 長谷部安春
- 畑耕一 (小説家)
- 秦建日子
- 秦万里子
- 八野英史
- 葉月みこ
- Bassy
- 八反ふじを
- ハッチハッチェル
- 服部逸郎
- 服部嘉香
- 服部良一
- Haderu
- Hanah Spring
- 821R
- PA-NON
- 馬場章幸
- 馬場祥弘
- 濱洋一
- 濱梨花枝
- 浜崎あゆみ
- 濱田智之
- 濱田美和子
- ハマノヒロチカ
- 濱松敏廣
- 早坂暁
- 林木林
- 林古渓
- 林直孝 (脚本家)
- 林春生
- ハヤシヒロユキ
- 林ももこ
- 林柳波
- 早瀬優香子
- 早乃香織
- 羽山誓
- 葉山拓亮
- 葉山宏治
- 原阿佐緒
- 原譲二
- 原知一
- 原文彦
- 原由子
- 原口沙輔
- 原田郁子
- 原田重久
- 春歌百千月
- 春和文
- BULGE
- HΛLNA
- 伴都美子
- マーク・パンサー
- パンタ (歌手)
- HUNTER

- 日向めぐみ（meg-lock名義でも活動）
- 氷浦紫
- ピエール瀧
- 比嘉セリーナ
- 東くめ
- 東山城
- HIKARI (ミュージシャン)
- 日暮真三
- ヒゲドライバー
- 緋咲レイラ
- 一青窈
- Hitomi
- ひとみちゃん
- 日野ろい
- 日之内エミ
- 微美杏里
- Hibiki
- 日比野裕史
- 遥川ひまり
- ひみつのはぐ
- 緋村剛
- 姫宮さら沙
- 碑文谷ひんと
- 日山尚
- 平井森太郎
- 平尾昌晃
- 平尾勇気
- 平岡精二
- 平坂読
- 平田隆夫
- HIRO (音楽プロデューサー)
- ヒロイズム
- Hiroki Sagawa
- Hiroko
- 広沢タダシ
- ヒロシ・ドット
- ヒロハラノブヒコ

- Funta
- 高橋美枝
- 深津武志
- 深野香
- 深野義和
- Fuki
- 福井直秋
- 福井祥史
- 福岡晃子
- 福島優子 (作詞家)
- 福笑太郎
- 福田花音（元アンジュルム）
- 福田貴訓
- 福田正夫
- 福田陽一郎
- 福永法源
- 藤公之介
- 藤真利子
- 藤井フミヤ（元チェッカーズ、現F-BLOOD）
- 藤井要一
- 藤浦洸
- 藤尾領
- 藤岡洋
- 藤崎賢一
- 藤崎結朱
- 藤末樹
- 藤田浩一
- 藤田敏雄
- 藤田まさと
- フジノタカフミ
- 藤間哲郎
- 藤村渉
- 藤本義一 (作家)
- 藤本卓也
- 舟崎克彦
- 富原薫
- Fu mou
- 冬樹かずみ
- 冬杜花代子
- ブラザー・コーン
- Bro.TOM
- FLAT5th
- 古川益雄
- 古澤辰勲
- 古田喜昭
- 古海卓二
- ボンボ藤井

- ぺーじゅん
- BABY FAZE
- PENGUINS PROJECT
- リンダ・ヘンリック

- 蓬萊泰三
- 帆刈伸子
- 星加ルミ子
- 保科千代次
- 星野今日子
- 星野哲郎
- 星部ショウ
- 細川雄太郎
- Hotaru
- 保富康午
- BONNIE PINK
- リン・ホブデイ
- 堀井亮佑
- 堀内敬三
- 堀内孝雄（アリス）
- ホリエアツシ
- 堀向彦輝
- 堀沢周安
- BORO
- 本野丈弾
- 本間一咲

### ま行
- マイクスギヤマ（イマジンミュージック）
- マイク眞木
- Micro
- Myco
- Maimie
- 前山田健一（歌手名義・ヒャダイン）
- 前迫潤哉
- 前田克樹
- 前田甘露
- 麻枝准
- 前田たかひろ
- 前田武彦
- マオ (シド)
- Maozon
- MAKI
- 槇原敬之
- 牧穂エミ
- 麻越さとみ
- まこと（元シャ乱Q、元スーパー!?テンションズ）
- 真崎エリカ
- Ma-saya
- MASAYA
- 真島昌利
- 舛添要一
- 益田太郎冠者
- 町田康
- 町田紀彦
- 松たか子
- 松井五郎
- 松井孝夫
- 松井由利夫
- 松井洋平
- 松浦有希
- 松尾昭典
- 松尾潔
- 松尾松治郎
- 松尾由紀夫
- 松岡弘一
- 松兼功
- 松坂直美
- 松崎しげる
- 松下章一
- 松田純一
- 松田モトキ
- 松平晃
- MATZ
- 松任谷由実（女性歌手、元:荒井由実）
- 松原みき
- 松比良直樹
- 松宮恭子
- 松村又一
- 松本旭
- 松本一起
- 松本邦彦
- 松本隆
- 松本タカヒロ
- 松本孝弘
- 松本人志
- 松本“yao”善行
- 松本理恵
- 松本礼児
- 松谷芳比呂
- 松山猛
- 松山千春
- MANYO
- Mabanua
- MABU (アーティスト)
- 真部脩一
- 豆田将
- マリア四郎
- 万里村ゆき子
- Maru
- まるおけいこ
- 丸谷マナブ
- 丸山真由子
- Manzo
- 弥勒/みろく
- MISIA
- 三浦誠司
- 三浦徳子
- 三重野瞳
- Mio Aoyama
- 三木鶏郎
- 三木露風
- MIKOTO (男性歌手)
- 美里ウィンチェスター
- 三島由紀夫
- MIZUE
- 水城一狼
- 水木かおる
- 水木しげる
- 水木れいじ
- 聖沢龍
- 水島哲
- 水月陵
- ミズノゲンキ
- 水野有平
- 水原紫織
- 水原由貴
- 溝口貴紀
- 溝下創
- Misono
- 三天屋多嘉雄
- MICHICO
- 満田かずほ
- 三橋隆幸
- 光村龍哉
- ミト (クラムボンのメンバー)
- 三苫やすし
- 湊貴大
- 美波 (シンガーソングライター)
- 南俊介
- 三波春夫
- ミヤ (MUCC)
- 宮川愛
- 宮川哲夫
- Miyake
- 宮崎歩
- 宮崎駿
- 宮崎誠
- 宮里静湖
- 宮澤章二
- 宮下浩司
- 宮島鏡
- 宮島律子
- 宮田和弥
- 宮田隆
- 宮中雲子
- 宮原芽映
- 三好真美
- 三佳令二
- 三和完児

- 向井玲子
- 六ツ見純代
- 村上てつや
- 村川透
- 村田英雄
- 村部大介
- ムラマツテツヤ
- 村山シベリウス達彦
- ヒロコ・ムトー

- 明治天皇
- MEG.ME

作詞家メーロン
- MOKA☆
- もず唱平
- 持田香織
- 茂木伸太郎
- 元長柾木
- 桃井はるこ
- モモイヒトミ
- 百瀬巡
- 百田宗治
- 百田留衣
- MOMO"mocha"N.
- 森純太
- もりちよこ
- 森浩美
- 森まさる
- 森恵 (女優)
- 森雪之丞
- 森由里子
- 森重樹一
- 森高千里
- 森本隆
- 森谷貴晴
- 森谷敏紀
- 森山翔
- 森山進治
- 森山としはる
- 諸岡なほ子
- もんたよしのり

### や行
- 谷亜ヒロコ
- 八木好美
- 八木沼悟志
- 矢崎節夫
- 矢沢永吉
- 矢沢洋子
- やしきん
- 八島義郎
- やしろよう
- 安井かずみ
- 安岡孝章
- 安岡優
- ヤスカワショウゴ
- YASUSHI WATANABE
- 安田謙一
- 安田史生
- 矢玉四郎
- 八手三郎
- 八波則吉
- YHANAEL
- 谷中敦
- 栁舘周平
- やなせなつみ
- 矢野デイビット
- 矢野晴人
- 矢野マイケル
- 矢野亮
- 矢吹香那
- 矢吹健
- 矢吹俊郎
- 谷穂ちろる
- 山上武夫
- 山上路夫
- 山川啓介
- 山北由希夫
- 山口あかり
- 山口寛雄
- 山口百恵
- 山口洋子
- 山崎真吾
- 山崎正 (作詞家)
- 山崎将義
- 山崎燿
- 山崎好美
- 山下久美子
- 山下景子
- 山下航生
- 山田邦子
- 山田孝雄 (作詞家)
- 山田隆夫
- 山田ひろし
- 大和屋暁
- 山村隆太
- 山本加津彦
- 山本厚太郎
- ヤマモトショウ
- 山本南伊
- 山本成美
- 山本梅史
- 山本英美
- ミッキー・ヤマモト
- 山本ゆうじ

- Yuiko
- 結城アイラ
- 悠木圭子
- 由木康
- 結木瞳
- 有木林子
- Youth case
- 夕野ヨシミ
- ゆうまお
- 湯川れい子
- Yukihide"YT"Takiyama
- Yukihiro
- 柚木美祐
- Yunomi
- YUMIKO
- 夢虹二
- ゆよゆっぺ
- Yura

- 横健介
- 横井弘
- 横山雄二
- 横山芳介
- 吉幾三
- 吉岡治
- 吉金英二
- 吉川静夫
- 吉川兆二
- 吉沢久美子
- 吉田旺
- 吉田和人
- 吉田拓郎
- 吉田武 (歌人)
- 吉田健美
- 吉田テフ子
- 吉田朋代 (シンガーソングライター)
- 吉田義昭
- 吉永秀平
- 吉丸一昌
- 吉見佑子
- 吉嶺史晴
- 吉本大樹
- Yozuca*
- 依田和夫
- 米山正夫
- YOMI

### ら～わ行
- Larval Stage Planning
- Raizo.W
- Livetune
- ラスプーチン矢野

- りあん
- 李広宏
- Rie
- Rionos
- LISAGO
- Rino
- 里乃塚玲央
- Riya
- 竜真知子
- Ryoji
- Ryohei
- Ryo Fujimura
- Lily.
- リリー・フランキー
- 凛 (歌手)
- 凛々

- るい (作詞家)
- LOU (歌手)
- Lucy (歌手)
- ルキ
- L(R)UCCA
- RUCCA

- Revo
- Leonn

- エリック・ロドリゲス
- R・O・N

- 若田部誠
- 若谷和子
- 脇太一
- 分島花音
- 和田加奈子
- 和田直
- 和田誠
- 和田昌哉
- 渡瀬マキ
- 渡邊亜希子
- 渡辺えり
- 渡邉沙志
- 渡部紫緒
- 渡辺翔
- 渡辺拓也
- 渡辺岳夫
- 渡辺なつみ
- 渡辺未来
- 渡部真也
- 割田康彦
- Wonderland (プロジェクトチーム)

（アニメソング）
- 愛内里菜
- 上松範康
- 荒川稔久
- 有森聡美
- Alchemy+

- イイジマケン
- 井荻麟
- 石川あゆ子
- 石川智晶
- 磯谷佳江
- 井筒日美
- 伊藤アキラ
- 稲葉エミ
- 井上秋緒
- 岩里祐穂
- 岩谷時子

- ういにゃす
- 上園彩結音
- 鵜島仁文
- うらん (作詞家)
- 雨蘭
- 売野雅勇
- 漆野淳哉

- 江戸山こべに
- 江幡育子

- 及川眠子
- 大津あきら
- 大森祥子
- 丘灯至夫
- 岡崎律子
- 奥井雅美
- 尾澤拓実

- かの香織
- 唐沢美帆
- 枯堂夏子
- 河岸亜砂
- 川田まみ
- 川田瑠夏
- 康珍化

- 岸田衿子

- くまのきよみ
- 栗林みな実
- 黒石ひとみ

- KMC

- 小池一夫
- こだまさおり
- コツキミヤ
- KOTOKO
- 小松未歩

- 三枝夕夏
- 紗希
- ZAQ (シンガーソングライター)
- 佐藤ありす
- 佐藤ひろ美
- Satomi

- 椎名可憐
- 志倉千代丸
- しほり (シンガーソングライター)
- 霜月はるか
- 小路隆

- Suara
- 杉森夕栞

- Zopp
- 園田健太郎

- 高井ウララ
- 高木隆次
- 高瀬愛虹
- 高橋久美子 (作家)
- 宝野アリカ
- 田口俊
- 只野菜摘
- 谷川俊太郎

- 千綿偉功

- ツキダタダシ

- 寺山修司

- 利根川貴之
- Tororo
- トン・ニーノ

- 永井ルイ
- 中野愛子 (シンガーソングライター)
- 永原さくら
- 中村彼方

- 橋本絵莉子
- 橋本みゆき
- 畑亜貴
- 林春生
- 林原めぐみ
- 春和文

- ヒゲドライバー
- 日向めぐみ
- Hibiki
- 平坂読

- Funta
- 藤末樹
- 藤林聖子
- 冬杜花代子
- 古田喜昭

- 保富康午

- マイクスギヤマ
- Maimie
- 前田克樹
- 前田甘露
- 麻枝准
- 前田武彦
- 前山田健一
- 麻越さとみ
- 真崎エリカ
- 松井五郎
- 松井洋平
- 松原みき
- 松本隆
- Marhy
- Manzo

- 三浦徳子
- 三重野瞳
- Mio Aoyama
- MIZUE
- ミズノゲンキ
- 溝口貴紀
- ミト (クラムボンのメンバー)
- 宮崎歩
- 宮崎駿
- 三好真美

- 六ツ見純代

- 桃井はるこ
- もりちよこ
- 森雪之丞
- 森由里子
- 森谷敏紀

- 八木沼悟志
- ヤスカワショウゴ
- 栁舘周平
- やなせたかし
- 山上路夫
- 山川啓介
- 山崎真吾
- 山崎寛子
- 山崎燿
- 山田ひろし

- Yuiko
- 結城アイラ
- 夕野ヨシミ
- ゆうまお
- 柚木美祐
- YUMIKO
- Yura

- 吉田詩織
- Yozuca*
- YOFFY

- Larval Stage Planning

- Rionos
- Rino
- 里乃塚玲央
- Riya
- 竜真知子

- R・O・N

- 分島花音
- 渡邊亜希子
- 渡部紫緒
- 渡辺翔
- 渡辺なつみ (作詞家)

（讃美歌）
- 石井希尚

- 上野五男

- 奥野昌綱

- 笹尾鉄三郎

- 陣内大蔵

- 松本総吾

- 三輪源造

- 由木康

（同人音楽）
- 天乙准花
- 綾瀬理恵

- 宇佐美日和

- 紺野比奈子

- さなゑちゃん

- 種村有菜

- 茶太

- 津上潤也

- 夕野ヨシミ

- Livetune

- Riya

- Revo

## 海外
- ホイト・アクストン
- トニー・アッシャー
- ハワード・アッシュマン
- ロイ・アルフレッド
- マイケル・アモット
- クリスチャン・アルヴェスタム

- イーサーン (ミュージシャン)
- ミハイル・イサコフスキー

- ヴァルグ・ヴィーケネス
- ダイアン・ウォーレン
- ピーター・ウィルドアー
- クリスティアン・ヴォーリン
- ビョルン・ウルヴァース
- ノーマ・ウィンストン
- ジェフ・ウォーカー
- ウォノ
- ユハ・ヴァイニオ
- アンドレイ・ヴォズネセンスキー

- レイ・エバンズ
- カート・エリング
- ニクラス・エンゲリン
- エンペラー・マグス・カリグラ
- リッチー・ジェームス・エドワーズ
- オルヴェ・エイケモ

- オーロラ (歌手)
- ミカエル・オーカーフェルト
- マーク・オーエン

- アイラ・ガーシュウィン
- ガス・カーン
- サミー・カーン
- カン・スンユン
- ガルダー
- アイラ・ガーシュウィン

- ケリー・キング
- ヨナス・キェルグレン

- リンダ・クリード
- アドルフ・グリーン
- ハワード・グリーンフィールド
- グレアム・グールドマン

- テッド・ケーラー
- セルジュ・ゲンスブール

- ジェリー・ゴフィン
- ティモ・コティペルト

- カール・サンダース
- サティアー
- サモス (ミュージシャン)

- シャグラット (ミュージシャン)
- シレノス (ミュージシャン)
- アーヴィング・シーザー
- ログザンヌ・シーマン
- マーク・シャイマン
- ウォルター・Q・ジャクソン
- チャック・シュルディナー
- ジミー・キャンベルとレグ・コネリー
- ピート・シンフィールド
- フレデリック・シェンペ
- ジェジュン
- ジニョン
- JUNE (歌手)
- SUGA
- ローラン・ジェルメッティ

- ジム・スタインマン
- フランク・スタローン
- ダニエル・スヴェンソン
- ミカエル・スタンネ
- ダン・スワノ
- ニクラス・スンディン

- キャロル・ベイヤー・セイガー
- ニーロ・セヴァネン

- スティーヴン・ソンドハイム

- ヘイリー・ダフ
- モーリサ・タンチャローエン
- ジャン＝ルー・ダバディ

- チャ・ウンテク

- ハル・デヴィッド
- ピーター・テクレン
- デッド
- マイク・テイラー

- TONE
- トミー・ボイス&ボビー・ハート
- ミッキー・ドレンツ
- ロイ・トーマス・ベイカー
- ハワード・ドナルド
- ピエール・ドラノエ
- エヴゲーニー・ドルマトフスキー

- グラハム・ナッシュ
- ハーラル・ナエヴダル

- ローラ・ニーロ

- マイク・ネスミス

- ジョン・ノトヴェイト
- アイヴァー・ノヴェロ

- ドリー・パートン
- エドガー・イップ・ハーバーグ
- ジョン・ペリー・バーロウ
- ユージン・ハッツ
- マイク・パットン
- オスカー・ハマースタイン2世
- スティーヴ・バリ
- ミッチェル・パリッシュ
- ゲイリー・バーロウ

- ピーター・アデルとゲイリー・ゲルド
- ビリー・ヒル
- サミ・ヒンカ

- アルフレッド・ブライアン (ソングライター)
- ブライアント夫妻
- アーサー・フリード
- アンダース・フリーデン
- フィッシュ (歌手)
- Vera Von Monika
- ツォーマス・プランマン
- ヴィレ・フリマン
- ジャック・プレヴェール

- ディッキー・ベッツ
- ジョン・ベティス
- グレン・ベントン
- リンダ・ヘンリック
- ピエール＝ジャン・ド・ベランジェ

- コール・ポーター
- アル・ホフマン
- デヴィッド・ポメランツ
- ジョージ・A・ホワイティング
- エサ・ホロパイネン
- ウジェーヌ・ポティエ

- ジョニー・マークス
- ジョニー・マーサー
- マイケル・マッキーン
- マイケル・マッサー
- デヴィッド・マッカルモント

- テイラー・モンセン
- クリス・モズデル

- パトリック・ヤンセン

- ペンギラン・ユソフ
- ユ・ゴニョン

- 吉屋潤

- アンディー・ラザフ
- ティム・ライス
- アレキシ・ライホ
- クリスティアン・ランタ
- ヴァレリー・ラグランジュ

- トーマス・リクテンスタイン
- ディーク・リチャーズ
- ヨハン・リーヴァ
- エリック・リボム
- トーマス・リンドバーグ
- ペトリ・リンドロス

- サム・M・ルイス
- バーバラ・ルイス

- アイラ・レヴィン
- フランク・レッサー
- ヴァシリー・レベジェフ＝クマチ

- ハロルド・ローム
- ダニエル・ロステン

- ヘンリー・クレイ・ワーク
- シンシア・ワイル
- ニッキー・ワイアー

（讃美歌）
- アリス・ジーン・クリーター

- ヒュー・ジェームス・フォス
- ウィリアム・ブラッドベリー

（タンゴ）
- カトゥロ・カスティージョ

- ファン・カルロス・コビアン

- エンリケ・サントス・ディセポロ

- オメロ・マンシ